# William Phips
William Phips (ur. 2 lutego 1650/1, zm. 18 lutego 1694/5) – budowniczy okrętów, kapitan, łowca skarbów, dowódca oraz pierwszy gubernator Massachusetts Bay.
Phips urodził się w ubogiej rodzinie i nie uzyskał dobrej edukacji. Nim wyruszył na wyprawę odkrywczą pracował jako budowniczy okrętów w Bostonie. Uzyskał sławę w Londynie po odkryciu dużego skarbu we wraku zatopionego hiszpańskiego galeonu – czyn ten przyniósł mu bogactwo oraz szlachectwo. W 1690 roku, podczas wojny króla Wilhelma poprowadził udaną ekspedycję przeciw Port Royal, a następnie podjął się fatalnego w skutkach oblężenia Quebeku.
Pomimo porażek militarnych oraz szorstkiego obycia szczycił się szerokimi koneksjami w Londynie; z poparciem rodziny Matherów uzyskał stanowisko gubernatora Massachusettts. Nie będąc rzutkim politykiem uwikłał się w szereg kontrowersyjnych sytuacji (w tym przemoc wobec innych oficjeli), które doprowadziły do odwołania. Zmarł po przybyciu do Anglii zanim zostały mu postawione zarzuty.